# L'Homme aux poupées
Pour plus de détails, voir Fiche technique et Distribution.
L'Homme aux poupées est un film muet français d'un réalisateur non identifié, sorti en 1909.
Le film est une adaptation d'un court roman de soixante pages — L'Homme aux poupées de Jean-Louis Renaud (pseudonyme de Louis Janot et Louis Lacroix) — publié en 1899 par l'éditeur Henri Floury, installé à Paris boulevard des Capucines, qui raconte l'étrange obsession d'un homme amoureux de ses poupées. Le compositeur Henri Berény en a tiré une pantomime en 1903.

## Synopsis

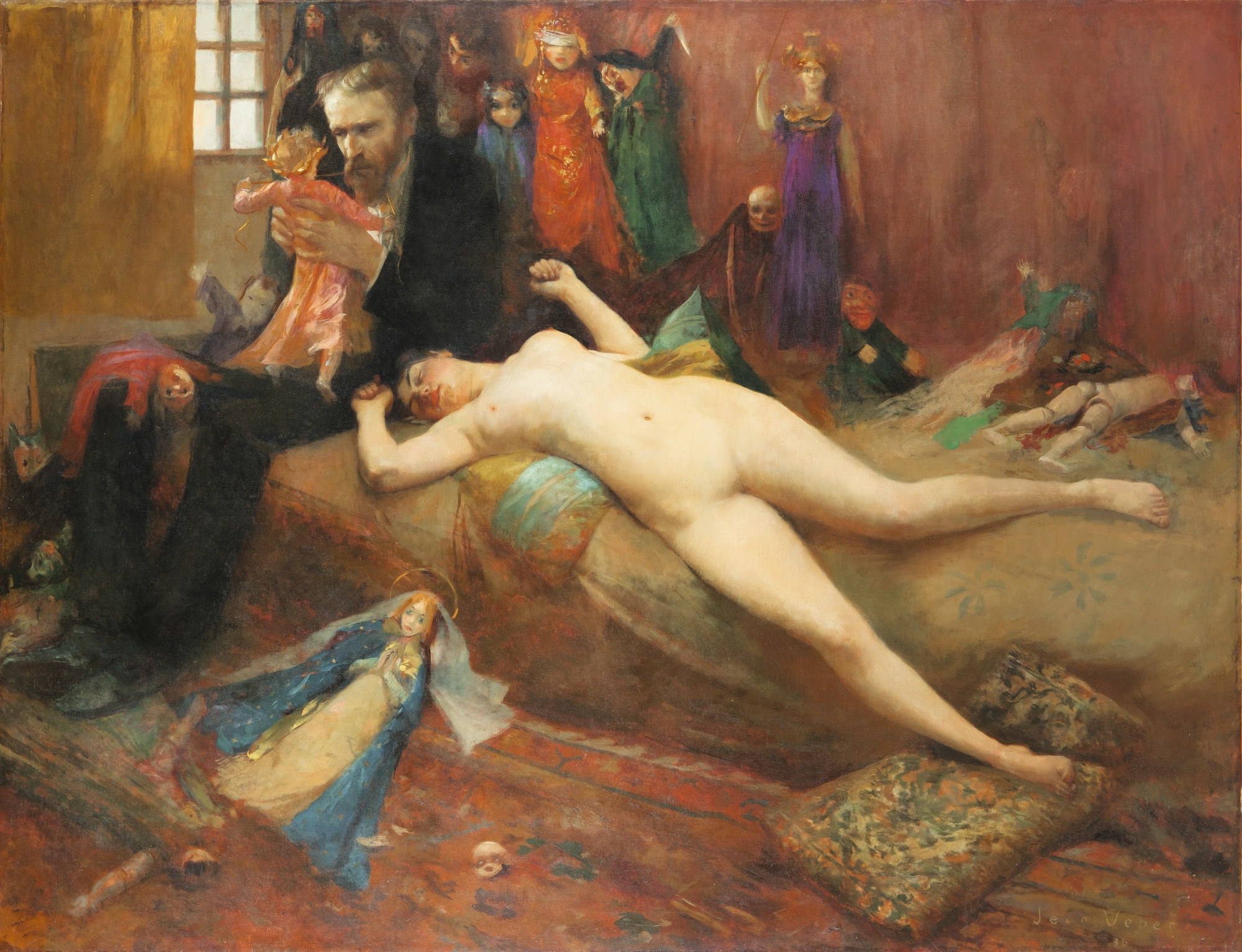
Illustration de Jean Veber.

## Fiche technique
- Titre : L'Homme aux poupées
- Réalisation : réalisateur non identifié
- Scénario : Henri Berény
- Photographie :
- Montage :
- Musique : Henri Berény
- Producteur :
- Société de production : Le Film d'art
- Société de distribution :  Pathé Frères
- Pays d'origine :  France
- Langue : film muet avec les intertitres en français
- Format : Couleurs et noir et blanc — 35 mm — 1,33:1 — Muet
- Genre : Film dramatique
- Métrage : 165 mètres dont 149 en couleurs
- Durée : 5 minutes 30
- Dates de sortie :
  -  France : 16 juillet 1909
  -  États-Unis : 12 novembre 1909

## Distribution
- Georges Wague
- Charlotte Wiehé[3]